# بوب فوغل (سياسي)
بوب فوغل هو سياسي أمريكي، ولد في 17 مارس 1951. نشط حزبياً في الحزب الجمهوري. وقد انتخب عضو مجلس نواب مينيسوتا ‏.

## وصلات خارجية
- الموقع الرسمي